# Mirabegron
Mirabegron (INN) ist ein rezeptpflichtiger Arzneistoff aus der Gruppe der β3-Sympathomimetika. Es ist in der EU seit 2012 zur Behandlung der überaktiven Blase zugelassen. Anwendung findet es in der symptomatischen Therapie von imperativem Harndrang, erhöhter Miktionsfrequenz und Dranginkontinenz. Es ist der erste Wirkstoff aus der Arzneistoffgruppe der β3-Sympathomimetika.

## Wirkmechanismus
Mirabegron wirkt als β3-Adrenozeptor-Agonist. Durch eine sympathische Innervation der Harnblase kommt es zu einer Erhöhung der Blasenkapazität und eine Verminderung der Kontraktilität der Blasenmuskulatur.
Tierstudien und Versuche an isolierten Blasenmuskelzellen zeigten eine Relaxation der glatten Blasenmuskulatur. In vivo wurde eine Zunahme des Miktionsvolumens festgestellt.

## Handel
Mirabegron wird unter den Handelsnamen Betmiga (EU), Myrbetriq (USA) und Betanis (Japan) vertrieben.
Es ist unter anderem in den USA, Europa und Japan zugelassen. In Deutschland wurde der Arzneistoff ab Juni 2014 für ein Jahr verkauft. Jedoch zeigte Mirabegron gegenüber den kostengünstigeren Anticholinergika keinen Zusatznutzen, weswegen es zunächst vom Markt genommen wurde.
Seit dem 15. August 2017 ist es erneut auf dem Markt erhältlich. Es wird jedoch nur als alternatives Therapeutikum bei Nebenwirkungen von Anticholinergika, insbesondere bei Mundtrockenheit, angewendet.

## Anwendung und Dosierung
Die Anwendung von Mirabegron erfolgt peroral als Retardtablette in einer Dosis von 25 oder 50 mg einmal täglich.

## Nebenwirkungen
Häufige Nebenwirkungen (≥ 1/100 bis < 1/10) sind Harnwegsinfektionen und Tachykardie. Seltener kommt es auch zu Kopfschmerzen, Schwindel, Übelkeit, Obstipation und Durchfall.

## Kontraindikation
Mirabegron ist bei schwerer Hypertonie kontraindiziert. Es gab Fälle von hypertensiven Krisen, welche eindeutig auf die Medikation mit Betmiga zurückzuführen sind.